# Aqüeducte de la Font dels Llops
L'Aqüeducte de la Font dels Llops és una obra del municipi de Manresa (Bages) protegida com a bé cultural d'interès local.

## Descripció
És un aqüeducte estructurat en quatre arcades de mig punt ben emmarcades amb carreus regulars. A la part superior hi ha un canal per on transcorria l'aigua. L'aparell és obrat amb carreus força irregulars.
L'aqüeducte era de gran utilitat per transportar les aigües de la Font dels Llops, avui desapareguda, a l'altra sector de muntanya. Actualment es troba en desús, encara que algunes vegades hi circula aigua per regar els horts.
Es va deixar d'utilitzar al canalitzar-se les aigües dels dipòsits municipals cap a la barriada de Sant Pau.

## Història
L'any 1700 l'abat del Monestir de Poblet vengué l'ermitori de Sant Pau de monjos cistercencs als jesuïtes del col·legi de Manresa. La companyia de Jesús va voler donar una mica de vida a la contrada de Sant Pau, prop de la Balconada, és per això que hi van construir un dipòsit d'aigua i un aqüeducte per tal d'assegurar el regatge de les hortes veïnes.